# Ecole normale supérieure de Lyon

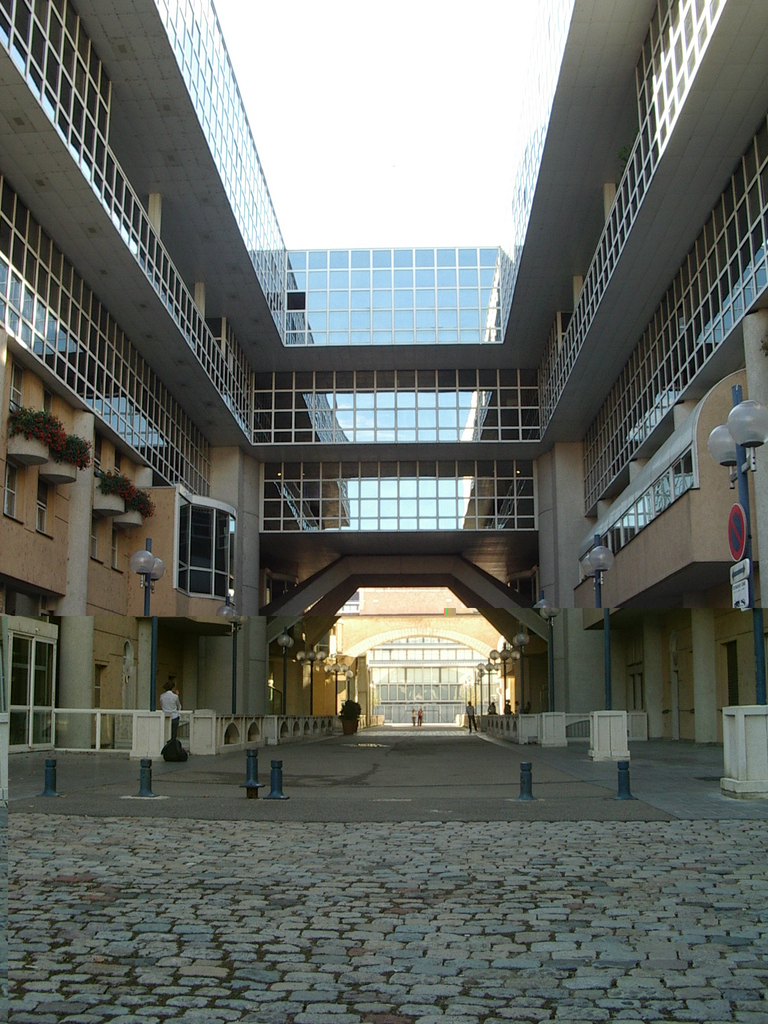
Intrarea principală la ENS Lyon

École normale supérieure de Lyon (sau ENS Lyon) este o școală de studii superioare de nivel înalt științifică din Franța.